# Donald E. Wimber
Donald E. Wimber (* 2. Januar 1930 in Kalifornien, USA; † 22. Oktober 1997 in Sydney) war ein Biologe, der Forschungsarbeit in der Zytogenetik leistete. Daneben war er als Orchideenzüchter bekannt.
Wimber studierte Biologie an der San Diego State University und am Claremont College in Pomona. Sein Doktorvater war Professor Lee W. Lenz am Rancho Santa Ana Botanic Garden. Nach der Promotion 1956 am Claremont College arbeitete er wie vorher als Student bis 1957 für die Dos Pueblos Orchid Company und führte Studien an Chromosomen von Orchideen durch, 1958–1960 und 1961–1963 am Brookhaven National Laboratory, 1960–1961 am Royal Cancer Hospital in London.
1963 erhielt er eine außerordentliche Professur für Biologie an der University of Oregon, 1968–1992 als ordentlicher Professor und lebte in Eugene, Lane County, Oregon, USA.
Ebenfalls 1963 veröffentlichte er eine Arbeit, in der er ein Verfahren beschrieb, um Orchideen der Gattung Cymbidium über Zellkulturen zu vermehren (Pflanzliche Gewebekultur). Damit war die Möglichkeit gegeben, die Pflanzen schnell und günstig in großen Stückzahlen zu vermehren. Er nutzte sein Wissen um Chromosomenzahlen für die Kreuzung von Orchideen-Hybriden und die Erzeugung tetraploider Pflanzen.

## Ehrungen
Wimber erhielt den National Institutes of Health Career Development Award. Für seine Verdienste um die Orchideenzüchtung wurde er mit der Gold Medal of Achievement der American Orchid Society ausgezeichnet (1991), sowie mit der Westonbirt Medal der Royal Horticultural Society (1993).

## Belege
- Alec Pridgeon: In Memoriam: Donald E. Wimber (1930- 1997). In: Orchid Research Newsletter 31, Januar 1998.

## Einzelbelege
1. ↑  Joseph Arditti: Micropropagation of Orchids, Band 1, S. 43
2. ↑  University of Oregon regular session scholars, Catalog Issue 1966-67 (PDF)

| Personendaten    | Personendaten                                  |
| ---------------- | ---------------------------------------------- |
| NAME             | Wimber, Donald E.                              |
| KURZBESCHREIBUNG | US-amerikanischer Biologe und Orchideenzüchter |
| GEBURTSDATUM     | 2. Januar 1930                                 |
| GEBURTSORT       | Kalifornien, USA                               |
| STERBEDATUM      | 22. Oktober 1997                               |
| STERBEORT        | Sydney                                         |